# Sarkofaga Helene in Konstantine
Sarkofaga Helene in Konstantine
Sarkofaga Helene in Konstantine sta porfirna sarkofaga iz 4. st. v Rimu.

## Helenin sarkofag
V nadaljevanju:  Sarkofag Helena  'je rdeča porfirna krsta, v kateri je bila pokopana sveta Helena, mati cesarja Konstantina Velikega – a umrla je 329. Krsta, iz katere so odvzeli njeno vsebino že pred stoletji, je bila prenesena iz Heleninega mavzoleja na Tor Pignatarra zunaj rimskega obzidja; v 18. stoletju so sarkofag prenesli v Vatikanske muzeje. Zdaj se nahaja v Sala Croce Greca v Museo Pio-Clementino.
Sarkofag je izklesan iz egiptovskega porfirja, ki so ga uporabljajli le v najboljših bizantinskih cesarskih spomenikih. Treba je opozoriti, da je izrezljane podobe prikazujejo zmagovito rimsko konjenico, ki jaha nad ujetimi barbari. Ni jasno, če je bila ta slikarija prvotno namenjena za sarkofag zelo verne krščanske  ženske, in ali so krsto res namenili za njen pokop. 

### Papež Anastazij IV.in porfirni sarkofag
Njegov pontifikat je trajal le 18 mesecev. Umrl je 3. decembra 1154 v Rimu.

Anastazij IV. je dal prenesti v Lateran porfirni sarkofag svete Helene, matere Konstantina Velikega, da bi ga v njem pokopali. Gre za izredno dragocen sarkofag iz poldragega kamna porfirja, ki so ga rimski cesarji uporabljali le za najodličnejše osebnosti. Danes je izpostavljen ta sarkofag v Vatikanskih muzejih na ogled za obiskovalce.

### ZgodovinaHeleninegasarkofaga
Arheološki okus je torej vodil Anastazija, da je zase izbral čisto posebno grobnico. Kot poročajo stari viri, so mater Konstantina Velikega sveto Heleno pokopali v grobnico na Via Labicana, ki so jo nekoč imenovali »Ad duas Lauros«, dandanašnji pa »Torrpignattara«. Ime prihaja od lončenih posod (pignatte), ki so vgrajene v obokani strop, da bi zmanjšale njegovo težo. Truplo cesarice je počivalo v velikem sarkofagu iz porfirja, ki so ga pokrivali veliki vdolbeni reliefi rimskih konjenikov vzpenjajočih se v zrak in teptajočih številne ujetnike; sarkofag je bil zelo dragocen, zlasti kot umetniško delo tistega časa, ki je pokazalo resnično umetniško lepoto. Zdi se, da so ostanke telesa svete Helene prenesli v porfirno žaro, ki se sedaj nahaja na oltarju njej posvečene kapele v vzhodni prečnici cerkve Santa Maria in Ara Coeli. Vsekakor: Anastazij je prišel v posest sarkofaga in ga je dal prenesti v Lateransko baziliko, da naj bi služil za njegov grob. Postavil ga je blizu oltarja v cerkvi Santa Maria del Riposo na koncu severne prečnice, torej blizu vhoda v Orsinijevo kapelo. 

Ko je Anastazij umrl, so njegovo truplo položili v to veličastno grobnico. »Zdi se, da so ga hudo poškodovale roke neprevidnih romarjev, ko ga je Pij VI. prestavil k čudesom Vatikanskih muzejev; 25 kamnorezcev ga je namreč obnavljalo skozi devet let.«

## Konstantinin sarkofag
Konstantinin sarkofag se nahaja v isti sobi kot druga porfirna dela in je nekoč vseboval telesne ostanke Konstantine, hčerke Konstantina Velikega, ki je umrla umrl 354. Nekoč je bil v njenem muzeju na Via Nomentana, kjer je nastala 1254 cerkev Santa Costanza, a pozneje so rakev prenesli v Vatikanske muzeje. Okrasje prikazuje polpoganske kupide v Dionizovi trgatvi grozdja za pridelavo vina; to so razlagali kot zgodnjekrščanski sarkofag, ki pomeni evharistijo oziroma Sveto rešnje telo in kri. 